# Yvonne Mai-Graham
Yvonne Mai-Graham (geb. Grabner; * 22. August 1965 in Annaberg-Buchholz) ist eine ehemalige deutsch-jamaikanische Mittelstreckenläuferin, deren Spezialstrecke die 1500-Meter-Distanz war. Bis 1990 startete sie für die DDR.

## Karriere
1989 wurde Mai-Graham, Tochter einer deutschen Mutter und eines malischen Vaters, Vierte bei den Halleneuropameisterschaften in Den Haag und gewann Bronze bei den Hallenweltmeisterschaften in Budapest. Beim Weltcup 1989 belegte sie den 3. Platz sowie beim Europacup 1989 den 2. Platz über 1500 Meter. Bei den Europameisterschaften 1990 in Split wurde sie Siebte. 1991 wurde sie bei den Hallenweltmeisterschaften in Sevilla Sechste und kam bei den Weltmeisterschaften in Tokio auf den 13. Platz.
In erster Ehe war sie mit dem Dreispringer Volker Mai verheiratet. 1993 heiratete sie den 400-Meter-Hürdenläufer Winthrop Graham und nahm die jamaikanische Staatsbürgerschaft an. 1995 war sie Weltranglistenzweite über 1500 Meter hinter der Irin Sonia O’Sullivan und wurde für Jamaika startend Zehnte bei den Weltmeisterschaften in Göteborg.
Yvonne Mai-Graham ist 1,71 m groß und wog in ihrer aktiven Zeit 54 kg. Ihr erster Verein war die Betriebssportgemeinschaft Fortschritt Ehrenfriedersdorf, danach wechselte sie zum SC Karl-Marx-Stadt und startete ab 1989 für den SC Neubrandenburg unter Trainer Walter Gladrow. Ab 1991 trat sie für Empor Rostock an. Dieter Hogen war ihr Trainer von 1992 bis zum sportlichen Ruhestand. Bis heute hält sie die nationalen Rekorde Jamaikas über 1500 Meter, eine Meile und 3000 Meter.
Ihre Zwillingsschwester Yvette war zu DDR-Zeiten ebenfalls Mittelstreckenläuferin und gewann – in erster Ehe verheiratet mit Fußballer Dietmar Bletsch – als Yvette Bletsch bei den DDR-Meisterschaften 1986 Silber über 800 Meter. Die Athletin mit Bestzeiten von 1:59,43 min über 800 Meter und 4:05,12 min über 1500 Meter heiratete später Hürdenolympiasieger Mark McKoy.

## Persönliche Bestleistungen
- 800 m: 1:58,32 min, 6. Juni 1990, Jena
  - Halle: 2:02,26 min, 19. Februar 1988, Ost-Berlin
- 1000 m: 2:32,77 min, 17. August 1990, Berlin
- 1500 m: 4:01,84 min, 25. Juli 1995, Monaco
  - Halle: 4:06,09 min, 4. März 1989, Budapest
- 1 Meile: 4:22,97 min, 15. August 1990, Zürich
- 2000 m: 5:45,07 min, 12. Juli 1991, London
- 3000 m: 8:37,07 min, 16. August 1995, Zürich
- 5000 m: 15:07,91 min, 1. September 1995, in Berlin